# Phoenix AG

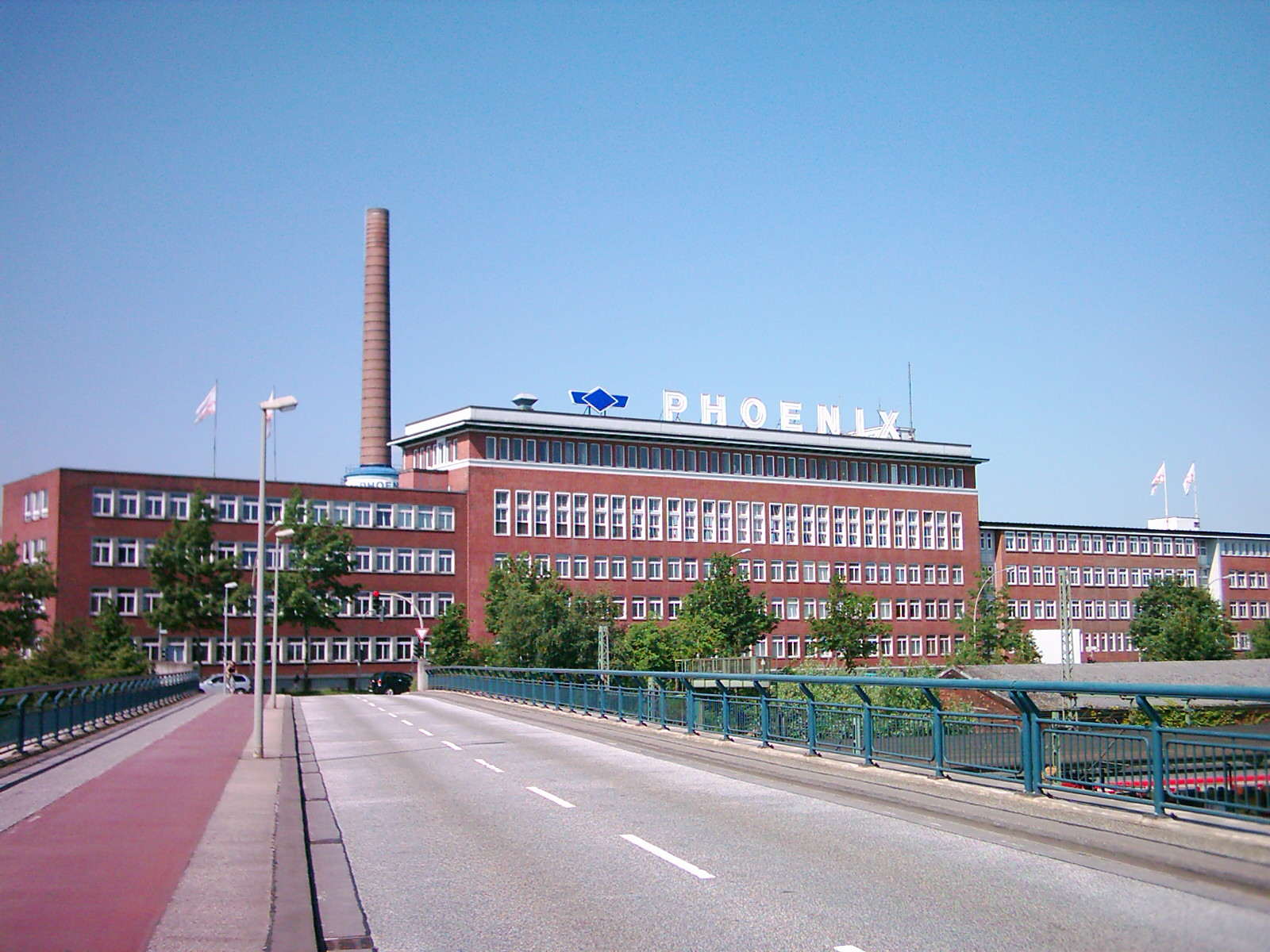
Hauptwerk der Phoenix AG in Harburg, erbaut zwischen 1929 und 1959 an der Hannoverschen Straße

Die Phoenix AG war ein 1856 in der zu der Zeit eigenständigen Stadt Harburg (heute Hamburg-Harburg) gegründetes Unternehmen der Gummi-Industrie. Es stellte Autoreifen, Schläuche, Dichtungen, Förderbänder und anderes her. Nach 148 Jahren wurde die Phoenix AG 2004 von einem Konkurrenten, der Continental AG, Hannover übernommen und im Januar 2007 mit der Continental-Tochter ContiTech verschmolzen.

## Die Gründung
Im Februar 1856 kauften die beiden Hamburger Brüder Albert und Louis Cohen, Söhne aus einer jüdischen Bankiersfamilie und Brüder des Karmeliten Hermann Cohen, in Harburg Land und ließen dort Fabrikgebäude errichten. Beide hatten vorher in Frankreich gelebt und dort erste Erfahrungen mit aus den Kolonien importiertem Kautschuk gemacht. Sie wählten Harburg als Standort, da sie in Hamburg kein geeignetes Gelände fanden. Harburg war günstig gelegen. Zum einen lag es nahe an Hamburg, was den günstigen Erwerb von Rohstoffen ermöglichte, zum anderen lag es im Zollgebiet des Deutschen Zollvereins, was den Absatz der Waren begünstigte. Mit der Erlangung des Bürgerrechts am 13. Juni 1856 konnte der Betrieb der Harburger Schuhfabrik Albert & Louis Cohen beginnen. Bereits im Juli 1856 waren 500 Arbeiter dort beschäftigt. 1859 stieg Louis Cohen aus dem Unternehmen aus und ein französischer Teilhaber Paul Vaillant trat hinzu, so wurde die Firma in Albert Cohen, Vaillant & Co. geändert. Im Jahr 1862 beschäftigte das Unternehmen 680 Arbeiter. Ab 1864 gewann der Franzose Emile Justine Menier, dessen Unternehmen Aubert, Gerard & Co. die in Harburg hergestellten Waren vertrieb, maßgeblichen Einfluss, so dass das Unternehmen in Gummi und Guttapercha-Waaren-Fabrik Menier, vormals Aubert Gerard & Co. umbenannt wurde. Um trotz aller Inhaberwechsel die Kunden zu halten, wurde in dieser Zeit der Markenname Phoenix geschaffen.

## Harburg – Wien
Menier zog sich 1872 aus dem Unternehmen zurück und verkaufte seine Anteile an seinen ehemaligen Prokuristen August Würffel. Da dieser nicht genug Kapital besaß, wandte er sich an den Prager Bankenverein mit der Bitte um Kredit. Zur gleichen Zeit verhandelten dort auch die Inhaber des Unternehmens J. N. Reithoffer, der 1824 gegründeten ältesten Gummifabrik Europas in Wimpassing bzw. Wien, mit gleichem Anliegen. Als Ergebnis wurden beide Unternehmen in einer gemeinsamen Aktiengesellschaft Vereinigte Gummiwaren Fabriken Harburg–Wien vormals Menier – J. N. Reithoffer AG zusammengeschlossen. Damit wurde dieses neue Unternehmen auch zur größten europäischen Kautschukfabrik, mit August Würffel an der Spitze. Im Jahr 1878 starb Würffel, ihm folgte Carl Maret als Generaldirektor. Die Gesellschaft erlebte ein rasches Wachstum, das nur durch Rohstoffmangel begrenzt schien. 1898 wurden die Hannoverschen Caoutchouc-, Guttapercha- und Telegraphen-Werke in Linden vor Hannover übernommen. Um 1900 beschäftigte die Gesellschaft rund 4.000 Arbeiter. Der weltweite Bedarf an Kautschuk stieg ab Mitte des 19. Jahrhunderts kontinuierlich. In Harburg und Hamburg entstand zu dieser Zeit  der größte Standort der Gummi-Industrie in Europa.
Auch die Harburger Gummifabriken kauften ihren Kautschuk in den 1880er Jahren unter anderem an der afrikanischen Westküste (Belgisch-Kongo und Portugiesisch-Guinea), wo Kautschuk unter schlechten Bedingungen erzeugt wurde (vgl. Kongogräuel).
1901 wurde das Galalith-Patent erworben, aus dem weitere Produkte entwickelt wurden. Daraufhin wurde noch im gleichen Jahr die Internationale Galalith-Gesellschaft Hoff & Co. (IGG) als Kommanditgesellschaft gegründet, die neu erbaute Fabrikationsanlagen im Harburger Hafen bezog. Die IGG erlebte einen großen Aufschwung auch in der Zwischenkriegszeit und wurde 1940 in die Aktiengesellschaft Internationale Galalithgesellschaft umgewandelt, nach der weitgehenden Zerstörung ihrer Produktionsanlagen im Zweiten Weltkrieg wurde sie 1959 von der Phoenix übernommen.
1904 schied Maret aus der Phoenix-Geschäftsleitung aus und wurde durch Louis Hoff ersetzt, der 1916 während einer Sitzung an einem Herzschlag starb. Als das Phoenix-Stammwerk in Harburg im Oktober 1905 durch einen Brand fast komplett zerstört wurde, konnte ein Teil der Produktion von Reifen und Schuhen in das neue IGG-Werk verlagert werden.
Im Ersten Weltkrieg wurde die Produktion auf Heeres- und Marinebedarf umgestellt, vor allem Fesselballons und Reifen wurden produziert. Die Versorgung mit Kautschuk und Energie war im Krieg ein ernstes Problem, so dass die Fabriken in Hannover 1917 geschlossen werden mussten. Das Werk in Harburg konnte weiter betrieben werden, da es von 1919 bis 1922 aus dem unternehmenseigenen, nahegelegenen Bergwerk Robertshall mit Braunkohle beliefert wurde. Die Braunkohle wurde als Energieträger der für die Vulkanisation nötigen Prozesswärme genutzt. Weiterhin war sie Rohstoff für Füllstoffruß, dem wichtigsten Zuschlagstoff der Reifenproduktion.

## Harburger Gummiwaren-Fabrik Phoenix AG

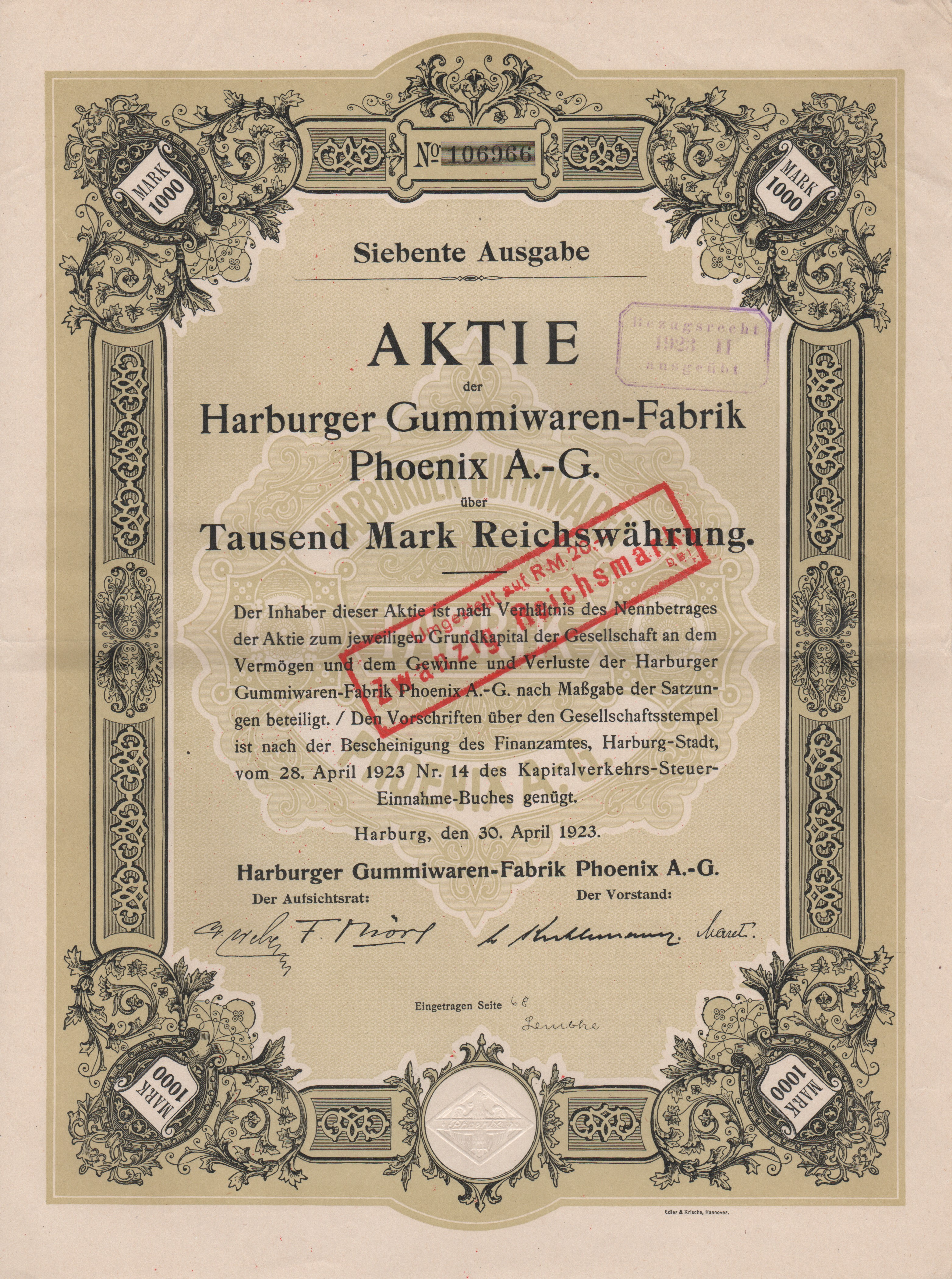
Aktie über 1000 RM der Harburger Gummiwaren-Fabrik Phoenix AG vom 30. April 1923

Als es während der Hochinflation im Mai 1922 zu akutem Geldbedarf kam, wurde das österreichische Werk in Wimpassing zu sehr ungünstigen Konditionen an die Semperit AG verkauft. Dann wurde nach einem harten Schnitt die neue Harburger Gummiwaren-Fabrik Phoenix AG gegründet. Die Phoenix stellte nach wie vor hauptsächlich Reifen und Schuhe sowie Matten her und hatte mit den Schwierigkeiten der Zwischenkriegszeit zu kämpfen. 1929 gab es ein Gespräch mit der Continental AG über eine Fusion der Unternehmen, die aber abgelehnt wurde. In der 1929 einsetzenden Weltwirtschaftskrise machte Phoenix riesige Verluste, überstand aber diese schwere Zeit. Von den deutschen Aufrüstungsbestrebungen, die in der Zeit des Nationalsozialismus wieder forciert wurden, profitierte Phoenix stark. 1938 stand die Phoenix wirtschaftlich so gut wie nie da, beschäftigte wieder etwa 4000 Arbeiter. Da Phoenix kriegswichtige Produkte herstellte, wurde das Unternehmen ohne Einschränkungen weiterbetrieben.
Ab 1943 wurden die Fabrikanlagen weitestgehend durch Bombenangriffe zerstört, Ende 1944 musste die Produktion eingestellt werden. Nach dem Krieg wurde die Fabrik wiederaufgebaut, maßgeblich verantwortlich dafür war der 1939 in den Vorstand eingetretene Otto A. Friedrich. Friedrich war bis 1965 Vorstandsvorsitzender der Phoenix, er wurde nach dem Krieg außerdem wirtschaftspolitischer Berater der Bundesregierung, später Präsident der Bundesvereinigung der Deutschen Arbeitgeberverbände (BDA) (1969–1973). Rolf Dahlgrün, seit 1936 in der Rechtsabteilung der Phoenix, wurde 1962 Bundesminister der Finanzen.

## Phoenix Gummiwerke Hamburg-Harburg AG

Aktie über 1000 DM der Phoenix Gummiwerke AG vom Oktober 1952

Nach dem Krieg wurde die Firma bald in Phoenix Gummiwerke Hamburg-Harburg geändert. 1950 schloss die Phoenix einen lang angelegten technischen Kooperationsvertrag mit einem der größten US-amerikanischen Reifenhersteller Firestone, womit für die nächsten Jahre der Anschluss an die modernste Entwicklung in der Reifentechnologie gesichert war. Firestone erhielt im Gegenzug 25 Prozent der Aktien. 1971 wurde der Kooperationsvertrag nicht weiter verlängert, Firestone verkaufte seine Anteile an die Deutsche Bank. Im Anschluss an diese Transaktion gab es Gespräche über eine mögliche Fusion mit der Continental AG, die aber 1972 für gescheitert erklärt wurden. 9.000 Mitarbeiter waren im Jahr 1975 bei Phoenix beschäftigt. Als es 1977 zu einer Konjunkturkrise kam, gab es Überlegungen, alle deutschen Reifenhersteller in einem neuen Unternehmen – der Deutschen Reifen-Union – zusammenzuführen. Die Phoenix hatte in dieses neue Unternehmen bereits 78 Prozent ihres Kapitals eingebracht, als durch politischen Druck im Dezember 1977 der Zusammenschluss verhindert wurde. Herbert Wehner, zu diesem Zeitpunkt Fraktionsvorsitzender der SPD im Bundestag und direkt gewählter Abgeordneter aus dem Wahlkreis Harburg, und der Hamburger Bürgermeister Hans-Ulrich Klose setzen sich auf Initiative des Betriebsrats erfolgreich für den Erhalt der Phoenix ein. In den folgenden Jahren wurde die Reifenproduktion eingestellt.
1978 wurde die Firma auf Phoenix AG verkürzt.
2003 verkaufte die Deutsche Bank ihre 13 Prozent der Phoenix-Aktien an Daun & Cie, das in den folgenden Monaten weiter große Aktienpakete erwarb, unter anderem die Anteile der WestLB. Im Frühjahr 2004 bot Daun & Cie. ihre Anteile, die inzwischen mehr als 50 Prozent ausmachten, der mit Phoenix konkurrierenden Continental AG an. Es kam zu einer feindlichen Übernahme, die Phoenix AG wurde im Dezember 2004 der ContiTech, einer Tochtergesellschaft der Continental AG, einverleibt, mit der sie im Januar 2007 verschmolzen wurde. Hierdurch wurden die verbleibenden Aktionäre der Phoenix AG Aktionäre der ContiTech AG.

### Sonstiges
- Seit 2001 befindet sich die Sammlung Falckenberg in den ehemaligen Fabrikhallen der Harburger Phoenix-Werke.
- Die Phoenix AG verfügte über eine eigene Werkfeuerwehr.

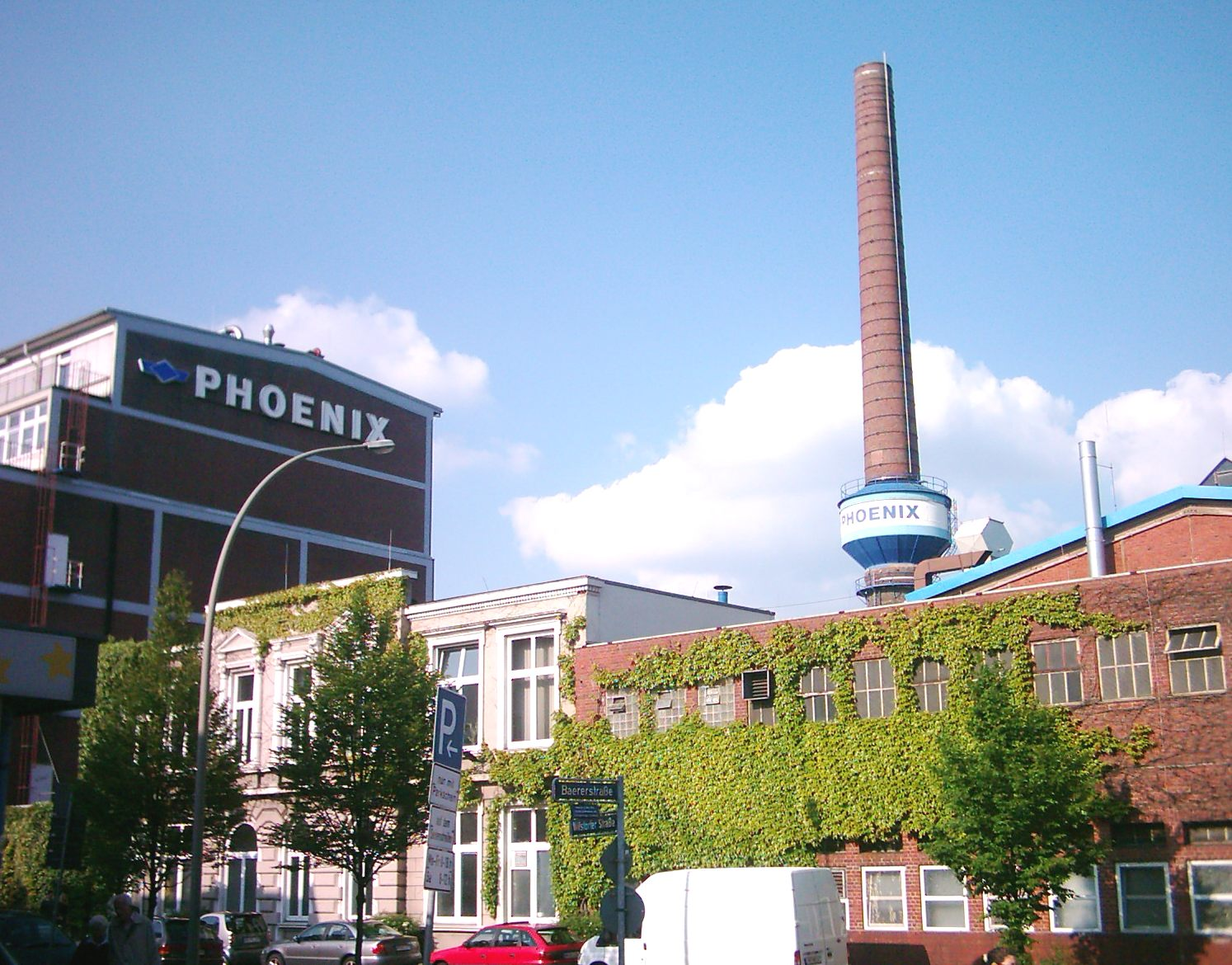
Ansicht an der Wilstorfer Straße, Schornstein mit Wassertank
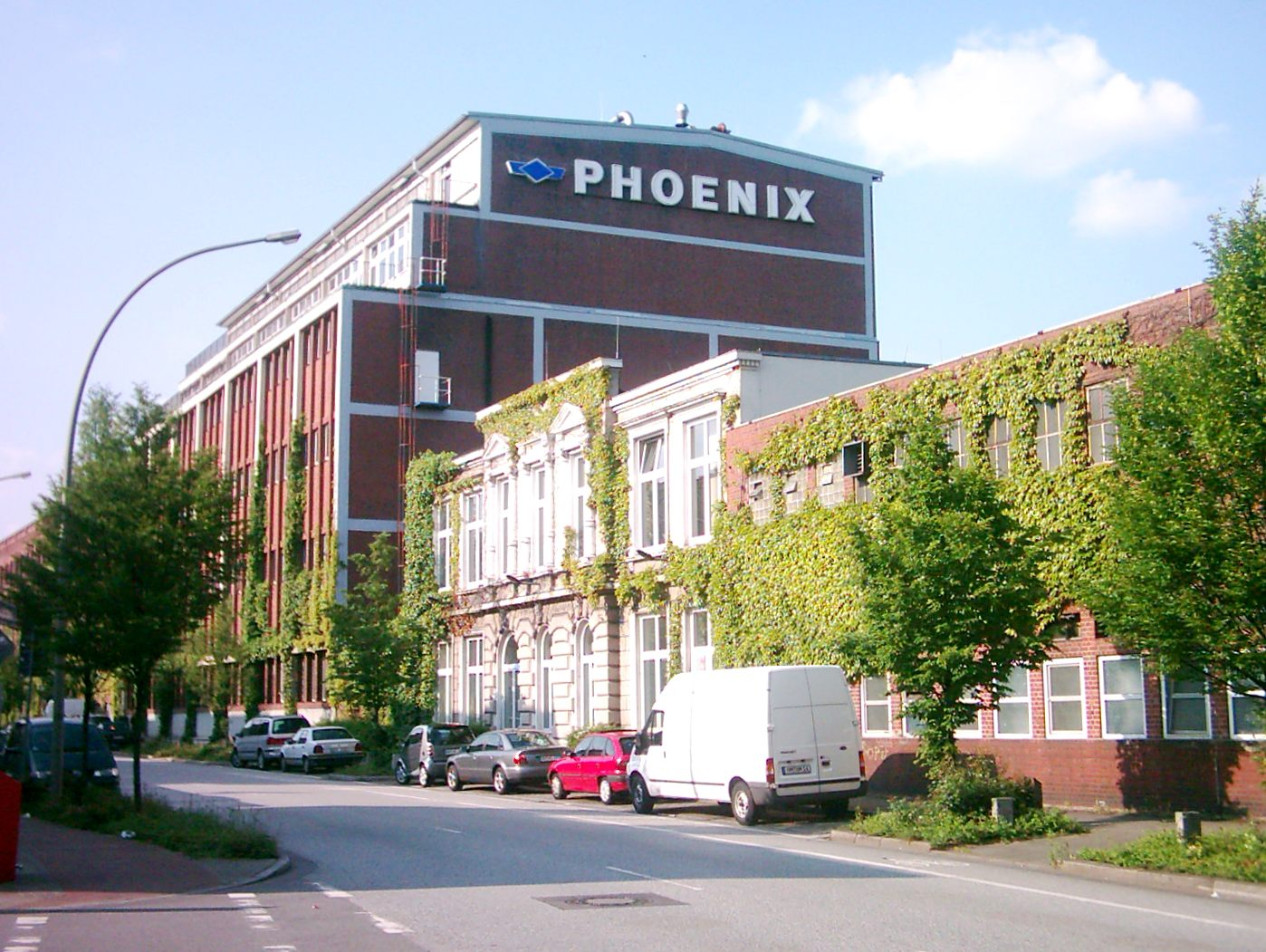
Altes Kontorgebäude (1900) vor der Fabrikhalle Wilstorfer Straße
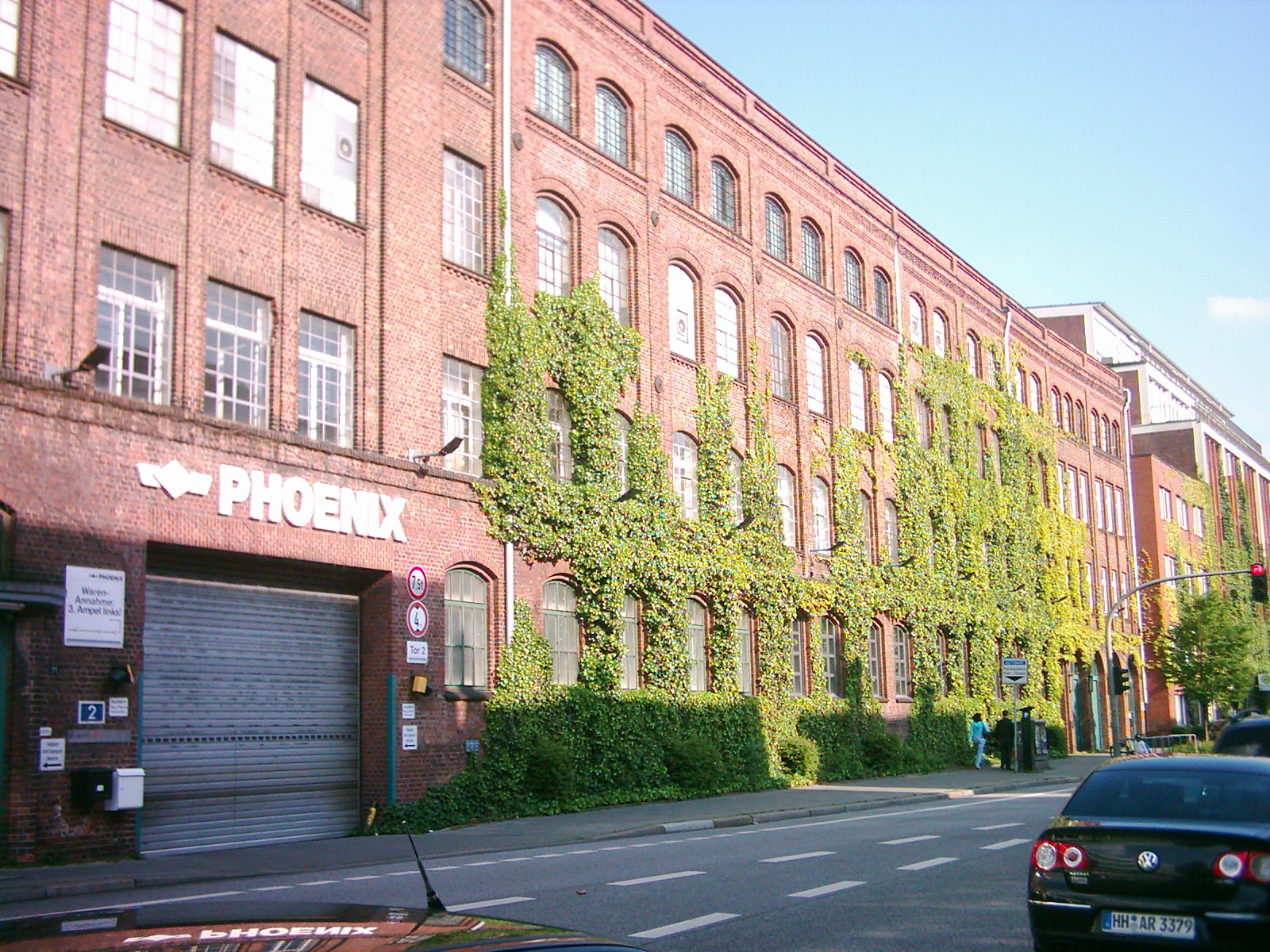
Lagergebäude (1906), Wilstorfer Straße, Tor 2 Sammlung Falckenberg
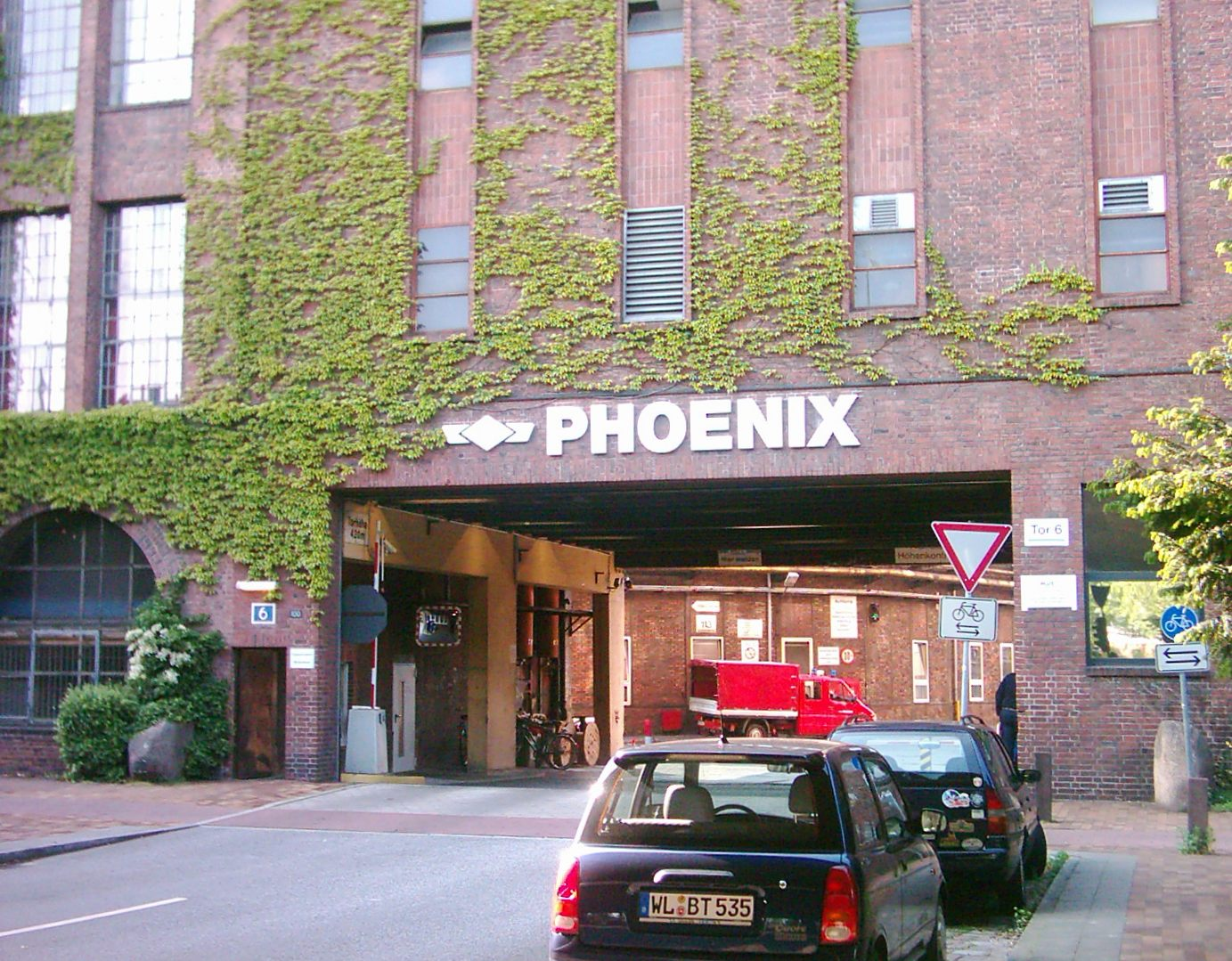
Tor 6 an der Hannoverschen Straße